# Incipit Satan
Incipit Satan je peti studijski album norveškog black metal-sastava Gorgoroth. Diskografska kuća Nuclear Blast Records objavila ga je 7. veljače 2000. godine. Prvi je album sastava s basistom King ov Hellom, posljednji s gitaristom Tormentorom i jedini s bubnjarom Sjt. Erichsenom. Album je posvećen njihovom preminulom prijatelju i bivšem bubnjaru Eriku Brødreskiftu "Grimu".

## Popis pjesama
| 1.    | »Incipit Satan«                    | Gaahl              | Tormentor               | 4:33 |
| 2.    | »A World to Win«                   | Infernus           | Infernus, Tormentor     | 3:43 |
| 3.    | »Litani til Satan«                 | Charles Baudelaire | Infernus                | 4:33 |
| 4.    | »Unchain My Heart!!!«              | Infernus           | Infernus                | 4:47 |
| 5.    | »An Excerpt of X«                  | Infernus           | Infernus                | 5:50 |
| 6.    | »Ein eim av blod og helvetesild«   | Gaahl              | Infernus, Tormentor     | 3:09 |
| 7.    | »Will to Power«                    | Gaahl              | King ov Hell, Daimonion | 4:28 |
| 8.    | »When Love Rages Wild in My Heart« | Infernus           | Infernus                | 5:43 |
| 36:46 |                                    |                    |                         |      |

## Zasluge
| Gorgoroth - King ov Hell - bas-gitara - Gaahl - vokal - Infernus - gitara, bas gitara (na pjesmi 5.), bubnjevi (na pjesmi 5.), klavijature (na pjesmi 5.), vokali (na pjesmi 5.), miks, mastering, snimanje (pjesma 5.) - Tormentor - gitara, vokali (na pjesmi 4.) - Sjt. Erichsen - bubnjevi Dodatni glazbenici - Daimonion – klavijature - Micky Faust – vokali (na pjesmi 8.) | Ostalo osoblje - May Husby – grafički dizajn - Herbrand Larsen – redigivanje, miks, mastering - Jocke – produckcija, inženjer zvuka, miks - Eugen – inženjer zvuka (gitara) - Kay A. Berg – fotografije (sastav) - Tomas Skoksberg – tehničar (gitara) - Mia – redigivanje, mastering |